# Día desastroso
Día desastroso es el sexto episodio de la primera temporada de Thunderbirds, serie de televisión de Gerry Anderson para Supermarionation, siendo el decimoquinto episodio producido. El episodio salió al aire primero en ATV Midlands el 4 de noviembre de 1965. Fue escrito por Dennis Spooner y dirigido por David Elliott.

## Sinopsis
Al caer por un puente una sonda-cohete con dirección a Marte con dos ingenieros en su cono de la nariz. Entonces la cuenta regresiva comienza. Rescate internacional debe salvar a los dos hombres, antes de la explosión de un destructivo cohete, pero se entierra bajo las toneladas del casco. Durante horas ellos trabajan hasta que finalmente el cono de la nariz está aislado y los ingenieros libres, justo cuando el cohete explota y se desintegra en el fondo de un río.

## Argumento
El Puente de Suspensión de Allington es golpeado por una tormenta que lo hace oscilar alarmantemente encima del Río Allington. A pesar de alcanzar la tensión máxima, el puente sobrevive a la mañana aparentemente ileso. 
La estructura es verificada por los controladores del puente que no pueden encontrar ningún problema. El director determina que pueden volver a abrir el puente, a pesar de las advertencias de su ayudante, Dave Clayton de que la Sonda Espacial marciana no puede cruzar el puente.
El MSP está siendo llevado a su sitio de lanzamiento en un enorme vehículo para un lanzamiento más práctico; si esta misión falla Marte no estará en el alcance durante otros cuatro años. Dos técnicos, Frank y Bill, están trabajando dentro del cohete mientras se está moviendo. 
Brains está en la Mansión Creighton-Ward y está mirando el traslado del cohete en la Televisión. Brains está esperando verle despegar cuando vaya como invitado del Profesor Wingrove.
Alan regresa a la Villa Tracy agotado después de su caminata alrededor de la isla. La abuela está angustiada porque alguien se ha comido un transmisor para uso de emergencia. Ella se va a preparar un laxante para sacar el transmisor mientras Jeff intenta buscar al que se lo comió. Estableciendo que alguien en el salón de descanso se lo comió, Scott, Gordon y Virgil salen pero se descubre que estuvieron en el salón de descanso. Jeff está de acuerdo en tomar el laxante sin pensar que fue Alan quien se tomó el transmisor pero lo encubrió con una historia sobre un almuerzo ligero.
El MSP y su escolta policíaca empiezan a cruzar el Puente Allington. Ellos lo hacen más allá de las primeras dos torres mientras el director y Clayton miran desde el cuarto del mando en medio del puente. Los miedos de Clayton están empezando a hacerse realidad como el cohete está causando más presión del que se pensó anteriormente. 
De repente los cables que sostienen el camino empiezan a romperse y el propio camino se rompe y se cae. Una de las torres se derrumba y el cohete cae al río, aterrizando en su posición despegue. Los restos del puente caen como lluvia y cubren el MSP completamente. Frank comprende que la cuenta regresiva automática se ha encendido y cuando termine causará que el cohete explote con él y Bill dentro. 
Habiendo visto el desastre en la Televisión, Brains y Lady Penélope se dirigen a la escena en el FAB 1. Tres grúas flotantes han llegado con instrucciones del director para arrastrar el cohete. Algunos buzos conectan un enlace de radio al cohete y empiezan a atar las líneas hacia el cono de la nariz.
FAB 1 encuentra una barricada y la policía le dice a Penélope que los caminos al puente están completamente bloqueados por los espectadores. Brains piensa en ir a pie mientras Penélope y Parker planean acordar a una distracción para llevarse a la muchedumbre lejos. Encontrando algunos viejos edificios, abandonados Parker abre fuego y los destruye completamente.
El director reacciona con aversión cuando Clayton piensa en llamar a Rescate Internacional en caso de que algo salga mal con el plan de la grúa. Brains llega a la torre de mando y da su opinión de que las grúas están anticuadas y no lograran rescatar a nadie. 
Usando su reloj, Brains llama a John en el Thunderbird 5 quién a su vez informa a Jeff de la situación. Scott parte para Inglaterra en Thunderbird 1 con Virgil y Gordon que lo siguen en Thunderbird 2, llevando la Vaina 4 a bordo. Los alambres son finalmente atados y las grúas empiezan a arrastrar. Pronto, sin embargo, se pone claro que el MSP es demasiado pesado y la grúa primaria se vuelca y hunde, sus operadores seltan justo a tiempo.
El director está intentando llamar el Rescate Internacional cuando Thunderbird 1 llega. El Thunderbird 2 llega una hora después y suelta al Thunderbird 4 en el río. Gordon describe la situación del MSP a Brains que está coordinando el rescate a través de su reloj, avisa al director y Clayton.
Gordon usa el cortador láser del Thunderbird 4 para cortar algunos de los restos del cohete. Virgil deja caer un par de agarraderas del Thunderbird 2 y tira de ellos, dejándolo caer cerca. Esta operación continúa pero parece que el cono de la nariz no estará limpio de restos a tiempo.
Con quince minutos para actuar, Brains le dice a Gordon que dispare un proyectil al cohete para retirar los restos. Gordon se aproxima rápidamente y embiste al cono de la nariz. Se separa del cuerpo principal del cohete y flota a la superficie dónde el Thunderbird 2 está listo con un par de agarraderas magnéticas para llevarlo a un lugar seguro. 
La cuenta regresiva llega a cero y el cohete es lanzado fuera del río y en el cielo explota completamente, no causando ningún accidente. Brains está muy emocionado pero su comportamiento está causándoles preocupación al director y a Clayton. 
R. G. Korda, un psiquiatra, examina a Brains en un esfuerzo por encontrar la razón para hablar con los relojes cuando Lady Penélope llama. Pretendiendo ser el guardián de Brains, ella lo escolta lejos, mientras le paga a Korda. Antes de que ella vaya a ver a Korda le informa a Scott a través de su polvera de bolsillo y le pregunta si debería ver a un psiquiatra. Después los muchachos van a tomar el té en la Mansión Creighton-Ward. Cuando Scott contesta el mensaje de Jeff en la tetera, Brains sugiere que él debe ir y debe ver a Korda.

## Reparto

### Reparto de voz regular
- Jeff Tracy — Peter Dyneley
- Scott Tracy — Shane Rimmer
- Virgil Tracy — David Holliday
- Alan Tracy — Matt Zimmerman
- Gordon Tracy — David Graham
- John Tracy — Ray Barrett
- Brains — David Graham
- Tin-Tin Kyrano — Christine Finn
- Lady Penélope Creighton-Ward — Sylvia Anderson
- Aloysius "Nosey" Parker — David Graham

## Equipo principal
Los vehículos y equipos vistos en el episodio son:
- Thunderbird 1
- Thunderbird 2
- Thunderbird 4
- Thunderbird 5
- FAB1
- Sonda Cohete Espacial marciana